# Fergus Y. Carson Knox
Fergus Y. Carson Knox, britanski general, * 1898, † 1961.